# Джилл Янус
Джилл Янус (англ. Jill Janus; 2 вересня 1975 — 14 серпня 2018, Портленд, Орегон) — американська співачка. Була ведучою вокалісткою хеві-метал-груп Huntress, The Starbreakers і Chelsea Girls .

## Біографія
У 20-річному віці Янус був поставлений діагноз біполярний розлад, причому перші його ознаки з'являлися ще в 13 років. Вперше зацікавилася металом будучи підлітком. Вирішальним фактором майбутнього заняття стало придбання касети із записами групи Suicidal Tendencies. Володіла вокальним діапазоном в чотири октави і брала участь в різних оперних трупах.
У 2002 році Янус знялася для журналу «Playboy». Незабаром після цього Г'ю Гефнер дав їй місце діджея в своєму «Особняку» Плейбой, де вона працювала до 2010 року під псевдонімом Пенелопи Тьюздей. Цією роботою Янус займалася заради грошей.У 2009 році Янус заснувала хеві-метал-групи Huntress, в складі якої записала три альбоми. Також співала в групах The Starbreakers і Chelsea Girls. Також працювала з Ангусом Кларком з Trans-Siberian Orchestra, з яким разом працювала над рок-операми.
14 серпня 2018 року Янус вчинила самогубство біля Портленда, штат Орегон. Джерела стверджують, що вона померла у 43-річному віці, незважаючи на те, що вона стверджувала, що народилася в вересні 1975 року, згідно чого її вік на момент смерті становив 42 роки .

## Особисте життя
Була одружена з соло-гітаристом Huntress Блейком Милом .